# Kristendomens historia i Kina

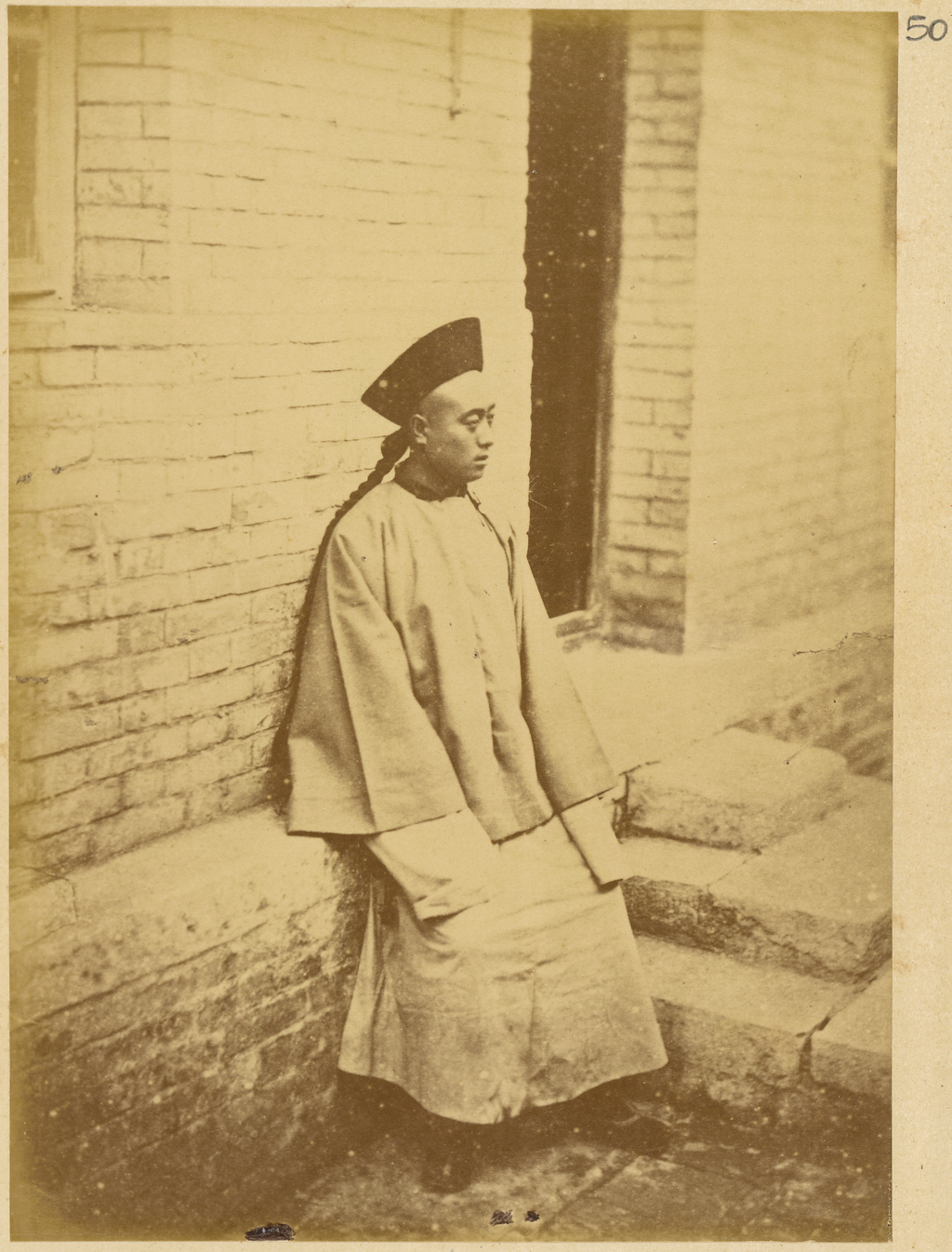
Otodox kristen ung Albazinier fotograferad i Kina 1874. Ryska Albazinier togs som krigsfångar av Manchuer 1685 och fortsatte att bekänna sig till den ortodoxa tron men övergick till kinesiskt språk och kultur. Bilden togs av ryska forsknings- och handelsresanden under en resa till Shanghai.

Kinesisk kyrkohistoria är historien om kristen mission och närvaro i Kina. Även om kristendomen alltid har varit ett minoritetsfenomen i Kina och under långa perioder efter sin första ankomst sannolikt helt frånvarande, spänner den kinesiska kyrkohistorien över en period som är längre än för många europeiska länder.
Den delas traditionellt in i huvudepoker. En möjlig periodisering är:
1. Nestorianismen (Arameisk kristen tro) under Tangdynastin
2. Franciskanermissionen på 1200- och 1300-talet
3. Den katolska missionen under sen Ming-tid och tidig Qing-tid (cirka 1550 – 1796)
4. Den förnyade missionstiden 1850 – 1949
5. Kristendomen i Folkrepubliken Kina 1949 –